# 73-й пограничный отряд войск НКВД
73-й Ребольский пограничный Краснознамённый отряд войск НКВД — соединение пограничных войск НКВД СССР, принимавшее участие в Великой Отечественной войне.

## История
Отряд сформирован в марте 1922 года.
На 22 июня 1941 года отряд, насчитывая 1090 человек личного состава, находился на обороне на участке советской государственной границы  в районе Реболы
В состав отряда входили 1-я пограничная комендатура в составе 1-й резервной пограничной заставы, 1-й — 4-й пограничных застав, 2-я пограничная комендатура в составе 2-й резервной пограничной заставы, 5-й — 9-й пограничных застав, 3-я пограничная комендатура в составе 3-й резервной пограничной заставы, 10-й — 14-й пограничных застав, манёвренная группа. Входил в состав Управления пограничных войск НКВД Карело-Финского пограничного округа.
Штаб отряда находился в селе Реболы.
В составе действующей армии с 22 июня 1941 по 30 ноября 1941 года.
С началом войны в ходе оборонительной операции отряд был передан в оперативное подчинение в 337-й стрелковый полк, который являлся единственным пехотным соединением РККА на ругозерском направлении и приступил к боевым действиям.
В первые бои отряд вступил 3 июля 1941 года, когда усиленная финская 14-я пехотная дивизия перешла в наступление по маршруту Лиекса — Реболы — Ругозеро. Пограничные заставы были быстро сбиты , и отошли в полосу обороны стрелкового полка. До середины июля 1941 года отряд вместе со стрелковыми частями ведёт бои за Реболы. После оставления посёлка, отряд также вместе со стрелковым полком и 491-м гаубичным артиллерийским полком, опасаясь полного окружения, отступил от Ребол на север. По выходе к своим частям, отряд вошёл составной единицей в дивизию Ребольского направления, сформированной в последние дни июля - начале августа 1941 года и продолжал действовать в её составе. После стабилизации положения несколько западнее Ругозера в середине сентября 1941 года, отряд был снят с передовой и направлен на охрану войск тыла.
30 ноября 1941 года переформирован в 73-й пограничный полк войск НКВД.

## Командиры
- майор Майский, Иван Матвеевич (??.03.1941-??.12.1941)
- полковник Гаранин Фёдор Васильевич

## Награды и наименования
- Орден Красного Знамени, указ Президиума Верховного Совета СССР от 26 апреля 1940 года. За образцовое выполнение боевых заданий командования на фронте борьбы с финской белогвардейщиной и проявленные при этом доблесть и мужество[3][4] (за успешное выполнение боевых заданий Правительства по охране государственных границ[5]).